# باتريك ماثيو
باتريك ماثيو (بالإسبانية: Patrick Matthew)‏ هو عالم طبيعي وفلاح أرجنتيني، ولد في 20 أكتوبر 1790، وتوفي في 8 يونيو 1874.

## وصلات خارجية
- باتريك ماثيو على موقع الموسوعة البريطانية (الإنجليزية)